# Уряд Сенегалу
Уряд Сенегалу — вищий орган виконавчої влади Сенегалу.

## Голова уряду
- Прем'єр-міністр — Мохаммед Абдалла Бун Діонн (англ. Mohammed Abdallah Boun Dionne).

## Кабінет міністрів
Склад чинного уряду подано станом на 12 грудня 2014 року.
| Логотип                                                                             | Міністерство                                                                                 | Міністр                                        | Фото | Час на посаді | Час на посаді | Партія | Партія | Вебсайт |
| ----------------------------------------------------------------------------------- | -------------------------------------------------------------------------------------------- | ---------------------------------------------- | ---- | ------------- | ------------- | ------ | ------ | ------- |
|                                                                                     | Генеральний секретар уряду                                                                   | Сейду Гей (Seydou Gueye)                       |      |               |               |        |        |         |
|                                                                                     | Міністерство вищої освіти та досліджень                                                      | Мері Тью Ніане (Mary Teuw Niane)               |      |               |               |        |        |         |
|                                                                                     | Міністерство внутрішніх справ                                                                | Абдулає Дауда Діалло (Abdoulaye Daouda Diallo) |      |               |               |        |        |         |
|                                                                                     | Міністерство вод і санітарії                                                                 | Папе Діуф (Pape Diouf)                         |      |               |               |        |        |         |
|                                                                                     | Міністерство державної служби, соціального діалогу та професійних організацій                | Мансур Си (Mansour Sy)                         |      |               |               |        |        |         |
|                                                                                     | Міністерство екології та стійкого розвитку                                                   | Мор Нгом (Mor Ngom)                            |      |               |               |        |        |         |
|                                                                                     | Міністерство економіки і фінансів                                                            | Амаду Ба (Amadou Ba)                           |      |               |               |        |        |         |
| Заступник міністра з питань бюджету Мухамаду Мактар Кіссе (Mouhamadou Mactar Cisse) | Міністерство економіки і фінансів                                                            |                                                |      |               |               |        |        |         |
|                                                                                     | Міністерство житлово-комунального господарства та міського розвитку                          | Худія Мбає (Khoudia Mbaye)                     |      |               |               |        |        |         |
|                                                                                     | Міністерство жінок, сім'ї та дітей                                                           | Анта Сарр (Anta Sarr)                          |      |               |               |        |        |         |
|                                                                                     | Міністерство залучення інвестицій та партнерства                                             | Дьєн Фарба Сарр (Diene Farba Sarr)             |      |               |               |        |        |         |
|                                                                                     | Міністерство заохочення доброго управління, можливостей відносин між державними інституціями | Абду Латіф Кулібелі (Abdou Latif Coulibaly)    |      |               |               |        |        |         |
|                                                                                     | Міністерство зв'язку та цифрової економіки                                                   | Шейх Абібулає Діє (Cheikh Abiboulaye Dieye)    |      |               |               |        |        |         |
|                                                                                     | Міністерство закордонних справ та сенегальської діаспори                                     | Манкер Ндіає (Mankeur Ndiaye)                  |      |               |               |        |        |         |
|                                                                                     | Міністерство інфраструктури та наземного транспорту                                          | Тьєрно Алассан (Thierno Alassane)              |      |               |               |        |        |         |
|                                                                                     | Міністерство комерції, підприємництва та інформаційного сектора                              | Аліуне Сарр (Alioune Sarr)                     |      |               |               |        |        |         |
|                                                                                     | Міністерство культури та спадщини                                                            | Абдул Азіз Мбає (Abdoul Aziz Mbaye)            |      |               |               |        |        |         |
|                                                                                     | Міністерство молоді, зайнятості та промоції громадянських цінностей                          | Бенуа Самбу (Benoit Sambou)                    |      |               |               |        |        |         |
|                                                                                     | Міністерство міського розвитку і житлово-комунального господарства                           | Худія Мбає (Khoudia Mbaye)                     |      |               |               |        |        |         |
|                                                                                     | Міністерство оборони                                                                         | Агустін Тіне (Augustin Tine)                   |      |               |               |        |        |         |
|                                                                                     | Міністерство освіти                                                                          | Серінь Мбає Тіам (Serigne Mbaye Thiam)         |      |               |               |        |        |         |
|                                                                                     | Міністерство охорони здоров'я і соціальних справ                                             | Ава Колл-Сек (Awa Marie Coll-Seck)             |      |               |               |        |        |         |
|                                                                                     | Міністерство планування                                                                      | Абдулає Балде (Abdoulaye Balde)                |      |               |               |        |        |         |
|                                                                                     | Міністерство планування та місцевого самоврядування                                          | Омар Юм (Omar Youm)                            |      |               |               |        |        |         |
|                                                                                     | Міністерство промисловості та гірництва                                                      | Алі Нгуйлле Ндіає (Aly Ngouille Ndiaye)        |      |               |               |        |        |         |
|                                                                                     | Міністерство професійної освіти, навчання та ремесел                                         | Талла Мамаду (Talla Mamadou)                   |      |               |               |        |        |         |
|                                                                                     | Міністерство риболовлі та морських справ                                                     | Гайдар ель-Алі (Haidar el Ali)                 |      |               |               |        |        |         |
|                                                                                     | Міністерство розвитку зон підтоплення                                                        | Хадім Діоп (Khadim Diop)                       |      |               |               |        |        |         |
|                                                                                     | Міністерство спорту                                                                          | Мбагнік Ндіає (Mbagnick Ndiaye)                |      |               |               |        |        |         |
|                                                                                     | Міністерство сільського господарства та інфраструктури                                       | Папа Абдулає Сек (Papa Abdoulaye Seck)         |      |               |               |        |        |         |
|                                                                                     | Міністерство тваринництва та тваринницької продукції                                         | Аміната Мбенгве Ндіає (Aminata Mbengue Ndiaye) |      |               |               |        |        |         |
|                                                                                     | Міністерство туризму та повітряного транспорту                                               | Умар Гей (Oumar Gueye)                         |      |               |               |        |        |         |
|                                                                                     | Міністерство юстиції                                                                         | Сідікі Каба (Sidiki Kaba)                      |      |               |               |        |        |         |